# Vipolže
Vipolže é uma vila localizada no município de Brda na Eslovênia. Possuía uma população estimada de 428 habitantes em 2020.